# Altenburg (Märstetten)
Die Altenburg ist die Ruine einer Höhenburg auf dem Gebiet der Thurgauer Gemeinde Märstetten in der Schweiz. Sie ist die älteste Steinburg des Kantons Thurgau und eine der ältesten Steinburgen der Schweiz. Sie wurde um 900 gebaut und bis 1200 immer wieder erweitert. Zwei grössere archäologische Grabungen (1901 bis 1910 und 2014/2015) haben interessante Erkenntnisse gebracht.

## Lage
Die Reste der Burg liegen auf einem kleinen, bewaldeten Hügel nordöstlich von Märstetten und östlich der Klingenmühle nur wenige Meter südlich des Kemmenbaches und sind nur zu Fuss über eine Holzbrücke erreichbar.

## Geschichte
Wer die Burg erbaute, ist nicht überliefert. Die Forschung nimmt aber an, dass es das Geschlecht derer von Klingen war: Einerseits gibt es zwei Funde, die einen Löwen zeigen, das Wappentier der Herren von Klingen; anderseits bauten diese um 1200, als die Altenburg aufgegeben wurde, rund 600 Meter entfernt auf der Nordseite des Kemmenbachs die Burg Altenklingen. Die Archäologin Iris Hutter geht deshalb von Kontinuität aus.
Sie hält es auch für möglich, dass die heilige Wiborada, die wahrscheinlich aus dem Geschlecht von Klingen stammte, auf der Altenburg aufwuchs, da es um 900 in der Region sonst kaum Burgen mit einem Sakralbau gab. Dafür spricht auch, dass die Kapelle des Schlosses Altenklingen, von der reformierten St. Galler Familie Zollikofer erbaut, bis heute Wiborada gewidmet ist.

## Archäologische Grabungen

### 1. Grabung
Seit 1901 machten drei Berufsschüler aus Märstetten die ersten Grabungen. Sie suchten erfolglos nach einem angeblichen Geheimgang von der Altenburg zum Schloss Altenklingen und legten dabei Mauerreste auf dem Hügelplateau frei, ab 1903 mit Unterstützung der Bürgergemeinde. Aufgrund eines Berichts des Märstetter Pfarrers Alfred Michel schaltete sich das Schweizerische Landesmuseum ein. Es kaufte 1908 erste Funde und bat 1910, die Grabungen unter seiner Leitung abschliessen zu können. Dabei wurde ein detaillierter Plan der Burganlage erstellt. Die ausgegrabenen Mauerteile zerfielen mit der Zeit, und die Natur überwucherte die Anlage wieder.

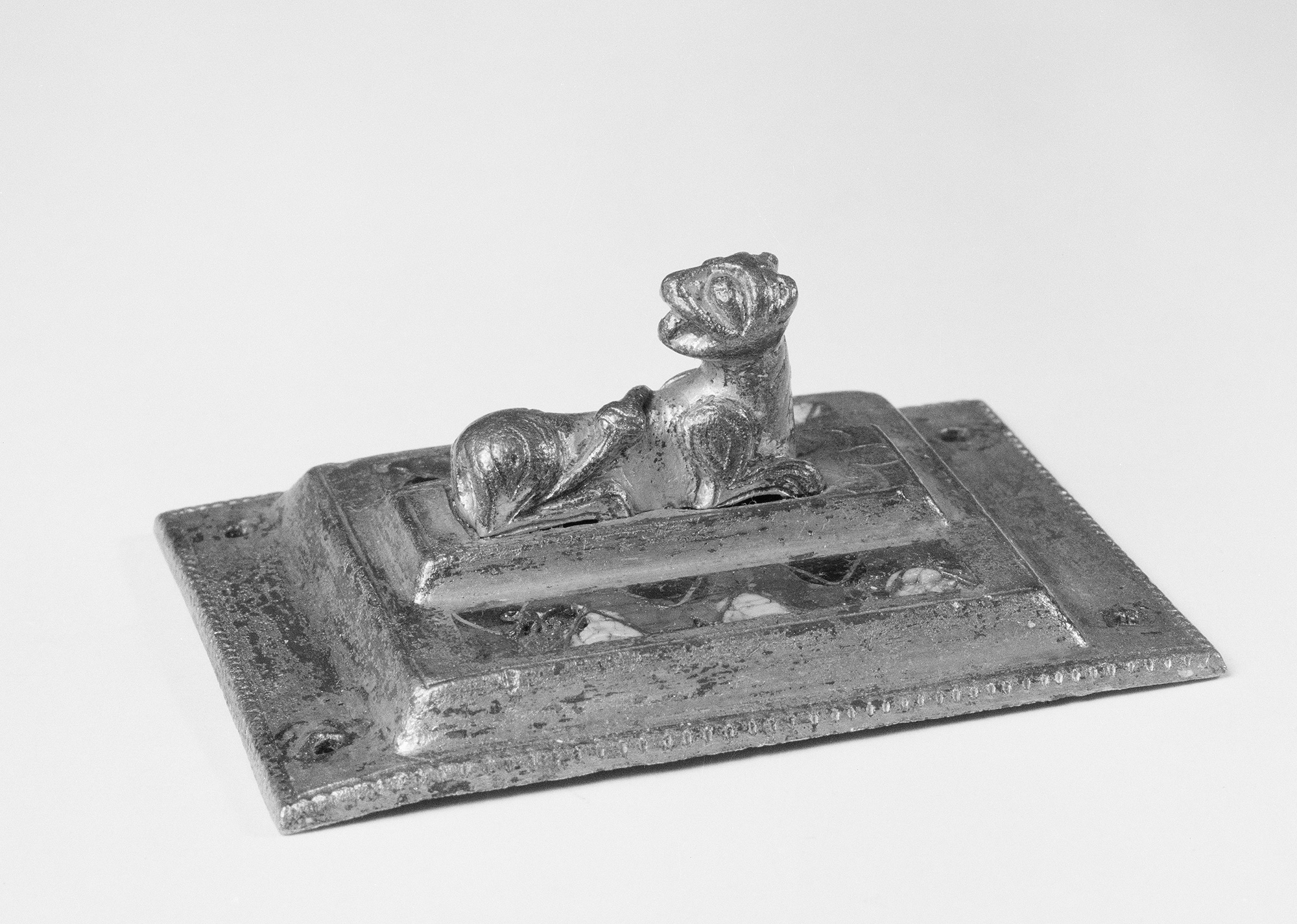
Deckelbeschlag mit Löwe aus der Ruine Altenburg

Die wenigen Fundstücke wurden nach Zürich überführt, darunter Glasscherben, Münzen und sechs Bronzeplatten, die vermutlich zu einer Kassette gehörten. Der schön gearbeitete Deckel ist mit einem Löwen geschmückt, also mit dem Wappentier derer von Klingen. Er wurde 1986 aus einer Vitrine im Landesmuseum gestohlen und nicht mehr aufgefunden. Erhalten sind aber für die Ausgräber angefertigte Repliken.

### 2. Grabung
In den Jahren 2014/2015 führte das Amt für Archäologie des Kantons Thurgau neue Grabungen durch, um die Anlage zu sondieren und darauf zu sanieren, unterstützt durch die politische Gemeinde und die Bürgergemeinde Märstetten. Die Mauern wurden teils rekonstruiert, die Grabungen umfassend dokumentiert. Dass dabei nur noch wenige Funde gemacht wurden, lässt die Archäologen darauf schliessen, dass die Burg gezielt verlassen, also zuvor geräumt wurde.

## Beschreibung

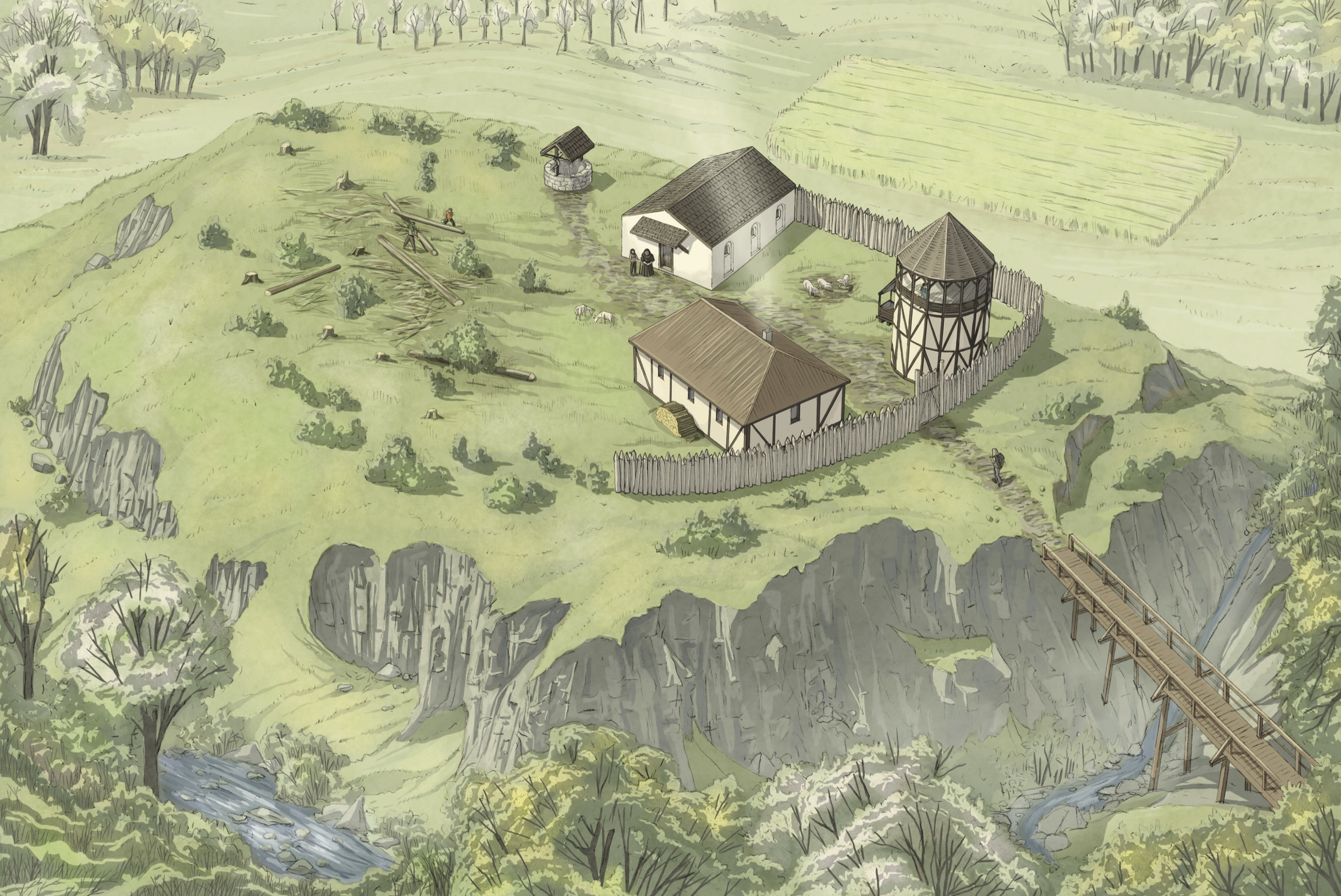
Altenburg in der ersten Bauphase um 900; Rekonstruktion von Jakob Näf, Amt für Archäologie TG

Die Burg stand auf einem natürlichen Sporn, begrenzt auf der Nordseite durch das Tal des Kemmenbachs, das rund 30 Meter steil abfällt, und auf der Südwestseite durch einen kleinen Bach, der in den Kemmenbach mündet. Im Osten ging der Sporn sanft abfallend in Wiesen oder Wald über; dort wurde ein Burggraben ausgehoben. Die Anlage war als ungleiches Rechteck nord-südlich ausgerichtet, mit einer abgerundeten südwestlichen Ecke.
In der ersten Bauphase kurz vor 900 stand auf der Ostseite ein Steingebäude, das mit Malereien reich verziert war, also wohl als Kapelle genutzt wurde. Nördlich davon gruben die Erbauer einen gegen 40 Meter tiefen Sodbrunnen, eine bautechnische Herausforderung im Frühmittelalter. Daraus lässt sich schliessen, dass die Auftraggeber den Willen zum Errichten von hochwertigen und kostspieligen Bauten hatten. Auf weitere Bauten aus Holz deuten denn auch Pfostenstellungen hin.
In der zweiten Bauphase von 930 bis 1000 wurde die Anlage zur Burg ausgebaut, dies vor allem mit einer steinernen Burgmauer. Die Ostmauer des Sakralgebäudes aus Stein wurde wie üblich in diese Mauer einbezogen. An Bauten kamen dazu eine Toranlage im Süden und vermutlich ein Grubenhaus auf der Nordseite.

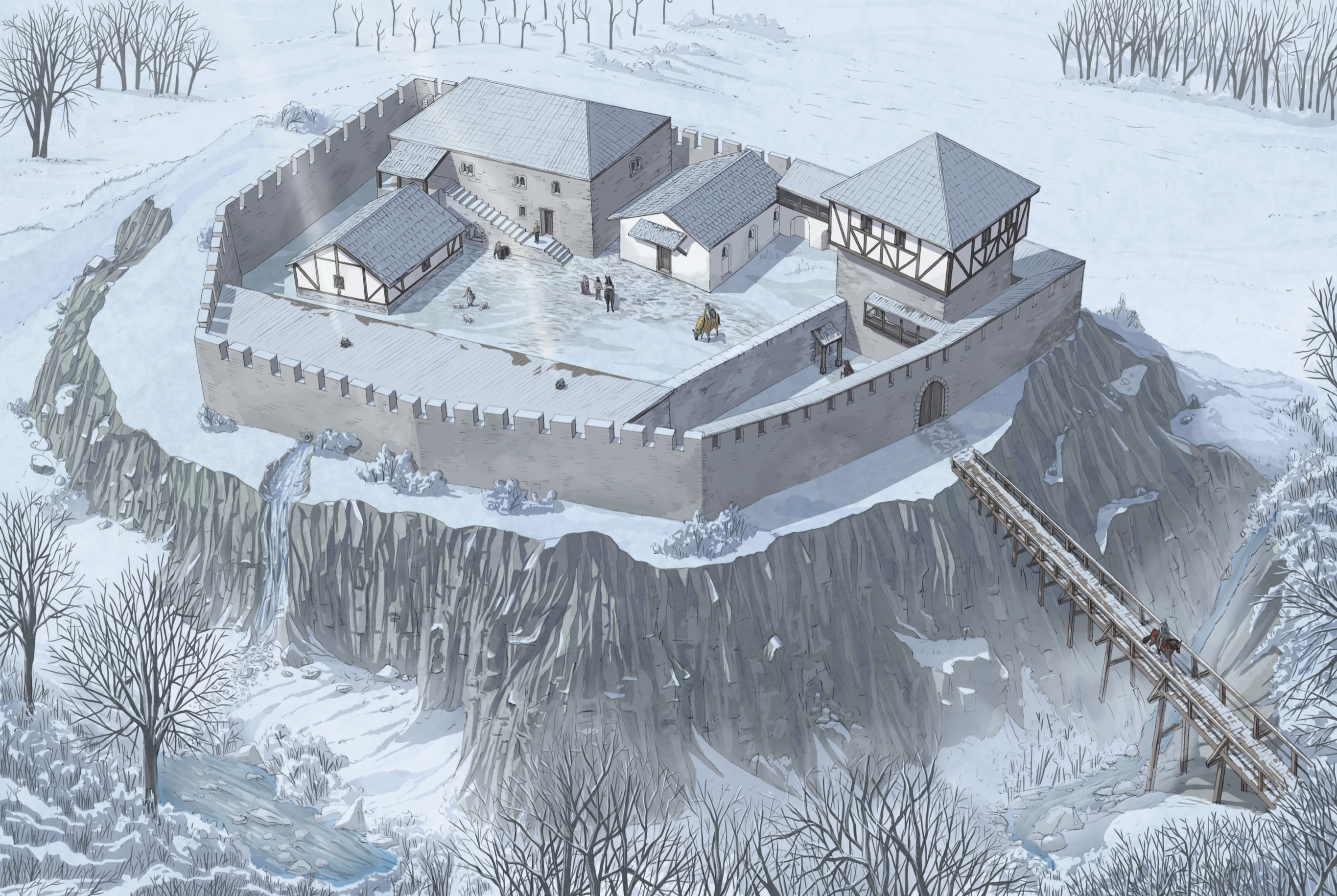
Altenburg in der vierten Bauphase um 1100; Rekonstruktion von Jakob Näf, Amt für Archäologie TG

Aus der dritten Bauphase zwischen 950 und 1050 lässt sich erstmals ein Gebäude mit gesicherter Wohnfunktion nachweisen. Es schloss nördlich an das Sakralgebäude an und überdachte den Sodbrunnen. Dazu kamen ein Turm, der in die Südost-Ecke der Umfassungsmauer eingebaut war und diese kaum überragte, sowie ein durch eine niedrige Binnenmauer abgetrennter Zwinger auf der Westseite mit Gebäuden, die vermutlich als Stallungen oder als Lager dienten.
In der vierten Bauphase ab 1050 wurde vermutlich wegen statischer Probleme der Turm neu gebaut, mit dickeren Mauern verstärkt und auf fast den doppelten Grundriss vergrössert. An die Nordwestecke dieses Turms schloss eine zweite Binnenmauer an, in der sich ein inneres Tor befand. Der ebenerdige Zugang zum Palas, dem Wohngebäude in der Nordost-Ecke, wurde vermauert und durch einen breiten Aufgang direkt ins erste Geschoss repräsentativ aufgewertet.